# Catostomus

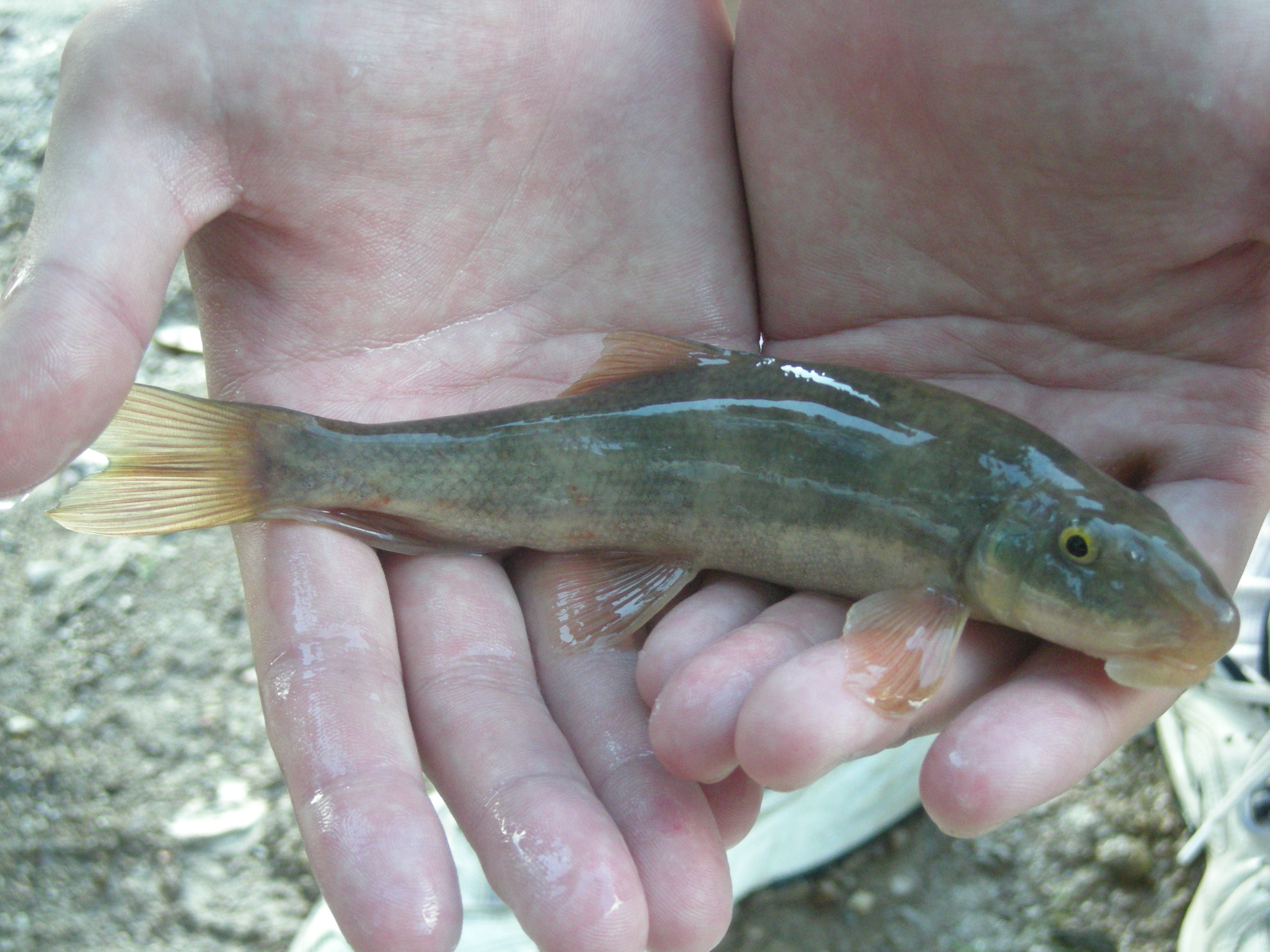
Catostomus clarkii

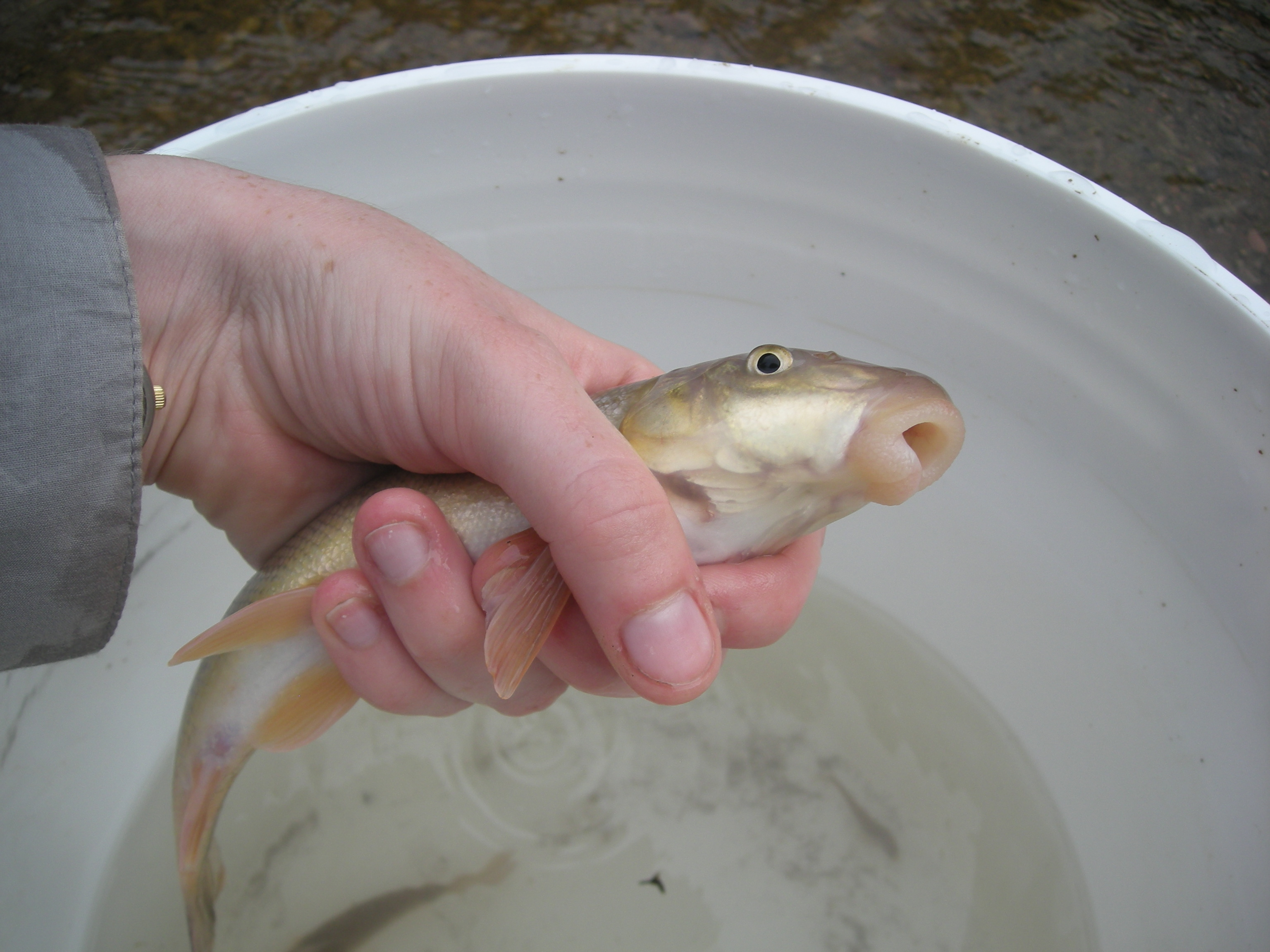
Catostomus insignis

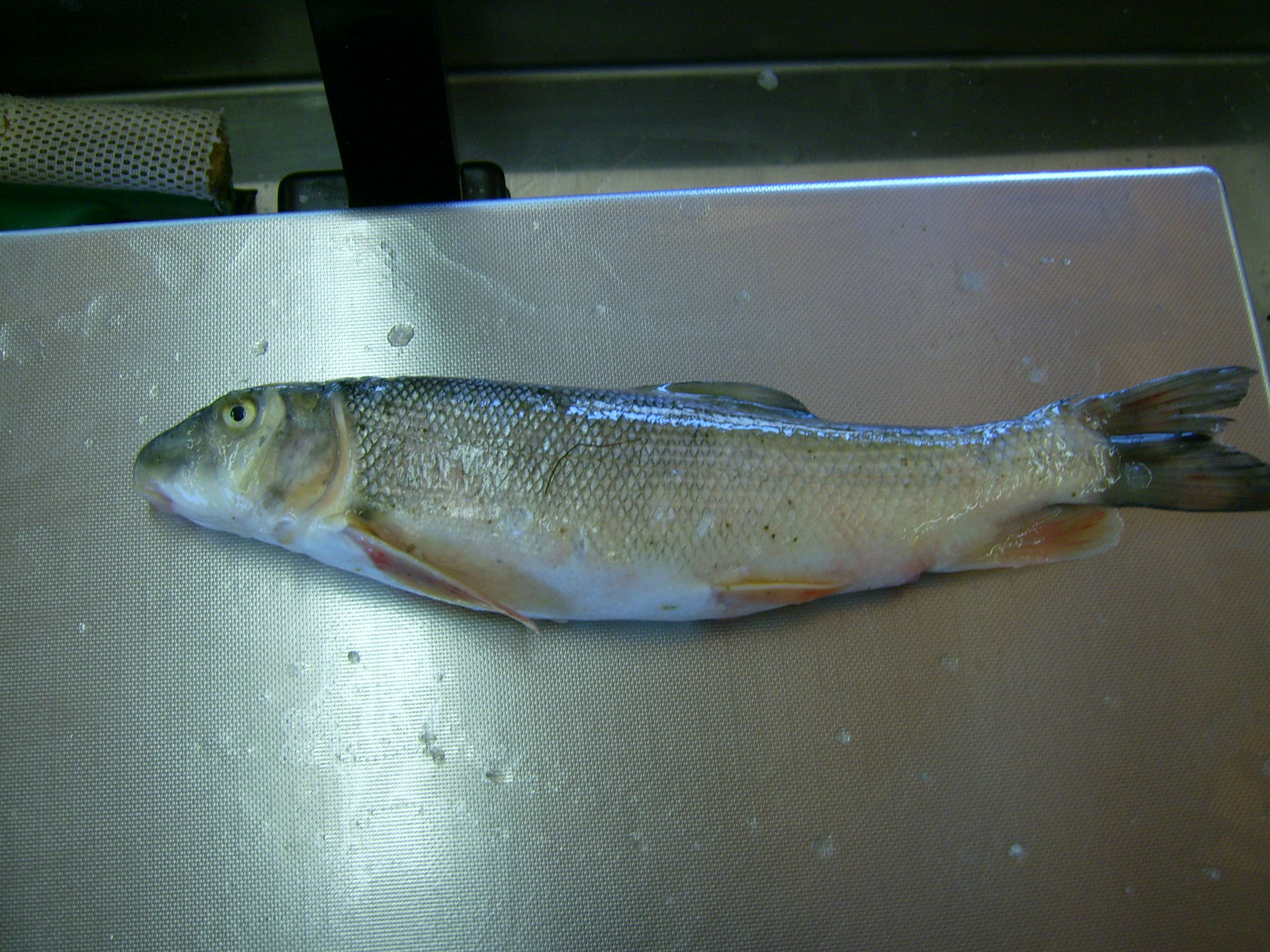
Catostomus commersonii

Catostomus és un gènere de peixos de la família dels catostòmids i de l'ordre dels cipriniformes.

## Depredadors
Catostomus catostomus i Catostomus commersoni són depredats per Coregonus clupeaformis.

## Distribució geogràfica
Es troba a Nord-amèrica: el Canadà (les conques fluvials àrtiques des de la Colúmbia Britànica fins a Alberta), els Estats Units (entre d'altres, Washington, Wyoming, Oregon, Idaho, Nevada, Califòrnia, Utah, Arizona, Nou Mèxic, Colorado, Pennsilvània, Illinois, Tennessee, Carolina del Nord i Nova York) i Mèxic (com ara, Sonora, Durango i Zacatecas), incloent-hi les conques dels Grans Llacs d'Amèrica del Nord, Missouri, del llac Bonneville, del llac June i dels rius Snake, Yaqui, Colorado, Gila, Fraser, Columbia, Missouri, Saskatchewan, Sacramento, Bravo, Sonora, Klamath, Siuslaw, Hudson i Sant Llorenç.

## Taxonomia
- Catostomus ardens (Jordan & Gilbert, 1881)[25]
- Catostomus bernardini (Girard, 1856)[26]
- Catostomus cahita (Siebert & Minckley, 1986)[27]
- Catostomus catostomus (Forster, 1773)[28][29]
  - Catostomus catostomus catostomus (Forster, 1773)
  - Catostomus catostomus lacustris (Bajkov, 1927)
- Catostomus clarkii (Baird & Girard, 1854)[30]
- Catostomus columbianus (Eigenmann & Eigenmann, 1893)[31]
- Catostomus commersonii (Lacepède, 1803)[32]
- Catostomus conchos (Mee, 1902)
- Catostomus discobolus (Cope, 1871)[33]
  - Catostomus discobolus discobolus (Cope, 1871)
  - Catostomus discobolus jarrovii (Cope, 1874)
- Catostomus fumeiventris (Miller, 1973)[34]
- Catostomus insignis (Baird & Girard, 1854)[30]
- Catostomus latipinnis (Baird & Girard, 1853)[35][36]
- Catostomus leopoldi (Siebert & Minckley, 1986)[37]
- Catostomus macrocheilus (Girard, 1856)[26]
- Catostomus microps (Rutter, 1908)[38]
- Catostomus nebuliferus (Garman, 1881)[39]
- Catostomus occidentalis (Ayres, 1854)[40][41]
  - Catostomus occidentalis lacusanserinus (Fowler, 1913)
  - Catostomus occidentalis occidentalis (Ayres, 1854)
- Catostomus platyrhynchus (Cope, 1874)[42][43]
- Catostomus plebeius (Baird & Girard, 1854)[30]
- Catostomus rimiculus (Gilbert & Snyder in Gilbert, 1898)[23]
- Catostomus santaanae (Snyder, 1908)[44]
- Catostomus snyderi (Gilbert, 1898)[23]
- Catostomus tahoensis (Gill & Jordan in Jordan, 1878)[45][46]
- Catostomus tsiltcoosensis (Evermann & Meek, 1898)
- Catostomus utawana (Mather, 1886)
- Catostomus warnerensis (Snyder, 1908)[8]
- Catostomus wigginsi (Herre & Brock a Herre, 1936)[47]
- Catostomus xanthopus (Rafinesque, 1820)[48][49][50][24][51][52]

## Estat de conservació
Catostomus bernardini, Catostomus cahita, Catostomus conchos, Catostomus leopoldi, Catostomus microps, Catostomus santaanae, Catostomus snyderi, Catostomus warnerensis i Catostomus wigginsi apareixen a la Llista Vermella de la UICN.